# Éditions Gascogne
Les Éditions Gascogne sont une maison d'édition, branche édition de l'imprimerie ICN ; elles sont implantées à Orthez, au sud de la Nouvelle-Aquitaine.

## Origine
Les Éditions Gascogne sont la branche maison d'édition, créée en 2002, du groupe ICN sis à Orthez (Pyrénées-Atlantiques). ICN compte trois sociétés spécialisées dans la fabrication de livres et l'édition : l'imprimerie ICN (fondée en 1999), les Éditions Gascogne et la Société des presses d'Orthez. 
L'entreprise est dirigée par Jean-Paul Lafont, qui exerce le métier d’éditeur et d’imprimeur. Il a obtenu une licence d’histoire à l'université de Pau et des pays de l'Adour, puis intégré l'école supérieure de commerce de Pau dont il sort diplômé en 1995. Après un premier emploi durant trois ans dans le groupe Atlantica à Biarritz, il crée sa propre entreprise (ICN) ou plus exactement, rachète la branche imprimerie numérique d'Atlantica, fin 1999.
La réactivité sur la production de livres et documents en petites et moyennes séries permet à l'entreprise d’avoir comme clients des éditions, particuliers ou associations, issus de toute la France. ICN déménage de Pau à Orthez fin 2001 ; six mois plus tard sont créées les Éditions Gascogne.

## Développement
La ligne éditoriale des Éditions Gascogne est ancrée sur l'histoire régionale ; vers 2012, elles publient une vingtaine de titres par an. Elles se sont progressivement diversifiées, notamment en créant des collections thématiques (deux collections sont créées en 2012) avec un objectif de doubler le nombre de livres publiés par an.

### Biographies
La première collection (intitulée « 100 figures de Gascogne » et dirigée par l'historien Christian Desplat) est  une série de biographies de personnages qui ont joué un rôle important dans l'Histoire, sans être restés au premier plan dans les mémoires. Les deux premiers livres de la collection (parus en avril 2012) portent respectivement sur "Jean Isidore Harispe, maréchal de France" sous Napoléon, et sur Louis-Armand de Lom d'Arce, philosophe et ethnologue.

### Tauromachie
La seconde collection, intitulée « La Verdad » (« La Vérité » en espagnol) et dirigée par Pierre Vidal, est dédiée à l'univers taurin. Publié en 2011, le livre de Pierre Traimond étudie l'économie de la corrida.
Début 2018, cette collection comprend douze titres sur autant de témoins ou d'acteurs de la tauromachie, dont un livre d’entretien avec le torero Richard Milian, né dans les Pyrénées-Orientales.
Dans la même collection, la publication de "La Course Landaise" a illustré l’univers des écarteurs et sauteurs de la course landaise, qui elle se pratique sans banderilles ni mise à mort de l'animal.

### Imprimerie
L'imprimerie ICN a obtenu en 2017 le label "Origine France Garantie" pour la fabrication de livres, de documents commerciaux et l'édition en impression numérique. 
Le label, né de la volonté d'Arnaud Montebourg alors ministre du redressement productif (mai 2012-août 2014), vise à garantir une fabrication française. ICN a été la première imprimerie à obtenir ce label dans le domaine de la fabrication de livres.
Vers 2012, l’imprimerie ICN produisait 4 000 livres par an dans ses ateliers, pour le compte de divers éditeurs. En 2015-2016, le nombre de livres imprimés est monté à 7 000 par an.

### Publications
A la même période, le nombre de livres publiés aux Éditions Gascogne s’est élevé à une trentaine de titres par an.
Au total, les Éditions Gascogne ont publié des sujets historiques, de "Henri IV, les clés d'un règne" au roman historique (Jean V d'Armagnac), des sujets d’actualité ("Bayonne 01.03.2012"), et des personnalités contemporaines ("Alain Dutournier toque y toque" ou "Philippe Caubère joue sa vie") ou du siècle d'avant ("Onésime Reclus, (1837-1916)") alternent avec des œuvres de fiction tel le roman "Les Forêts de la nuit", réédition du prix Goncourt 1947.

### Récompenses
"Boué de Lapeyrère (1852-1924) : l'amiralissime gascon", écrit par Jean-Philippe Zanco et publié aux Editions Gascogne dans la collection "100 figures de Gascogne" a reçu en 2016 le prix du jury au salon du livre d'histoire de Mirepoix, et, en 2017, le prix René-Dumont décerné par la Société archéologique du Gers.